# Perseveranza dei santi
La perseveranza dei santi (o "preservazione dei santi", o "eterna sicurezza") è una controversa dottrina della teologia cristiana particolarmente associata al Calvinismo. Essa fa parte dei cinque punti del Calvinismo definiti al Sinodo di Dordrecht. Essa insegna che coloro che Dio ha efficacemente chiamato alla salvezza e quindi all'eterna comunione con Lui ("santi" secondo la Bibbia), non possono scadere dalla grazia e perdere la loro salvezza. Quand'anche, nella loro vita, subentrassero impedimenti o peccati tali da farli arretrare nel cammino della fede o persino dovessero, per qualche motivo, giungere a rinnegare la loro professione di fede, essi (se sono autentici eletti) presto o tardi se ne ravvedrebbero tornando così in comunione con Dio. Questa dottrina si basa sul presupposto che la salvezza è opera di Dio dal principio alla fine, che Dio è fedele alle Sue promesse, e che niente e nessuno potrà frustrare i Suoi sovrani propositi.
Questa dottrina, nell'attuale panorama ecclesiastico protestante, può apparire sotto due forme: (1) la tradizionale dottrina calvinista che si ritrova nelle confessioni di fede cristiane riformate, e (2) una variante non-tradizionale che si ritrova in alcune chiese battiste e di altra denominazione. In un certo qual senso entrambe le forme descrivono coloro che autenticamente sono cristiani come "una volta salvati, per sempre salvati", ma esse attribuiscono all'aggettivo "salvati" un significato diverso, a seconda che esso includa o no l'esperienza della santificazione. È per questa differenza che i calvinisti tradizionali tendono a preferire il termine storico "perseveranza dei santi", mentre chi sostiene la dottrina non tradizionale di solito preferisce il termine meno tecnico di "eterna sicurezza", "certezza incondizionata" o simili. Queste dottrine si assomigliano e spesso sono confuse. Sebbene abbiano lo stesso fine (cioè la certezza eterna della salvezza), lo raggiungono per strade diverse.
I seguaci di John Wesley concordano con gli arminiani che anche un vero cristiano possa perdere la sua salvezza, ma non concordano sul fatto se essi possano in qualche modo ricuperarla oppure no. Altri cristiani come i cattolici-romani e gli Arminiani respingono entrambe le versioni di questa dottrina.

## Sommario della dottrina
La tradizione riformata ha coerentemente visto la dottrina della perseveranza come un corollario naturale del suo schema generale di predestinazione. Dall'eternità Dio si è compiaciuto di scegliere un certo numero di peccatori e di accordare loro la grazia della salvezza. Essi sono stati prosciolti dalla loro colpevolezza espiando i loro peccati attraverso il sacrificio di Cristo. Dio, così, ha irresistibilmente attratto a Sé gli eletti e li ha rigenerati spiritualmente affinché si rendessero conto del loro bisogno, si ravvedessero dai loro peccati e si affidassero al Signore e Salvatore Gesù Cristo. Essi continueranno perciò a rimanere in questa condizione di salvati attraverso l'opera efficace dello Spirito Santo e niente e nessuno potrà più strapparli dall'amore di Dio. Finché rimangono in questo mondo, per la debolezza della natura umana, essi potranno avere "alti e bassi" nella loro vita cristiana, ed anche allontanarsi temporaneamente, per qualche motivo, da Dio. Prima o poi, però, se ne ravvedranno e torneranno in comunione con Dio. L'opera che Dio ha iniziato a fare in loro, continuerà fedelmente sino al successo finale dei Suoi propositi di salvezza.
I Calvinisti credono pure che tutti coloro che sono nati di nuovo e giustificati davanti a Dio, procederanno gradualmente ma sicuramente nella santificazione. Se questo non avviene, può essere prova di non essere stati veramente salvati. Dopo che Dio ha rigenerato una persona, essa non potrà cancellare l'avvenuto e tornare sui suoi passi. Dio l'ha trasformata, infatti, al di là della sua capacità di alterarne la realtà e quindi persevererà nella fede.

### Testi biblici probanti
- Giovanni 5:24 - "In verità, in verità vi dico: chi ascolta la mia parola e crede a colui che mi ha mandato, ha vita eterna; e non viene in giudizio, ma è passato dalla morte alla vita".
- Giovanni 6:37-40 - "Tutti quelli che il Padre mi dà verranno a me; e colui che viene a me, non lo caccerò fuori; perché sono disceso dal cielo non per fare la mia volontà, ma la volontà di colui che mi ha mandato. Questa è la volontà di colui che mi ha mandato: che io non perda nessuno di quelli che egli mi ha dati, ma che li risusciti nell'ultimo giorno. Poiché questa è la volontà del Padre mio: che chiunque contempla il Figlio e crede in lui, abbia vita eterna; e io lo risusciterò nell'ultimo giorno»".
- Giovanni 10:28,29 - "...io do loro la vita eterna e non periranno mai e nessuno le rapirà dalla mia mano. Il Padre mio che me le ha date è più grande di tutti; e nessuno può rapirle dalla mano del Padre".
- Romani 5:9,10 - "Tanto più dunque, essendo ora giustificati per il suo sangue, saremo per mezzo di lui salvati dall'ira. Se infatti, mentre eravamo nemici, siamo stati riconciliati con Dio mediante la morte del Figlio suo, tanto più ora, che siamo riconciliati, saremo salvati mediante la sua vita".
- Romani 8:1 - "Non c'è dunque più nessuna condanna per quelli che sono in Cristo Gesù".
- Romani 8:31-39 - "Che diremo dunque riguardo a queste cose? Se Dio è per noi chi sarà contro di noi? Colui che non ha risparmiato il proprio Figlio, ma lo ha dato per noi tutti, non ci donerà forse anche tutte le cose con lui? Chi accuserà gli eletti di Dio? Dio è colui che li giustifica. Chi li condannerà? Cristo Gesù è colui che è morto e, ancor più, è risuscitato, è alla destra di Dio e anche intercede per noi. Chi ci separerà dall'amore di Cristo? Sarà forse la tribolazione, l'angoscia, la persecuzione, la fame, la nudità, il pericolo, la spada? (...) Infatti sono persuaso che né morte, né vita, né angeli, né principati, né cose presenti, né cose future, né potenze, né altezza, né profondità, né alcun'altra creatura potranno separarci dall'amore di Dio che è in Cristo Gesù, nostro Signore".
- 1 Corinzi 1:4-9 - "Io ringrazio sempre il mio Dio per voi, per la grazia di Dio che vi è stata data in Cristo Gesù; perché in lui siete stati arricchiti di ogni cosa, di ogni dono di parola e di ogni conoscenza, essendo stata confermata tra di voi la testimonianza di Cristo; in modo che non mancate di alcun dono, mentre aspettate la manifestazione del Signore nostro Gesù Cristo. Egli vi renderà saldi sino alla fine, perché siate irreprensibili nel giorno del Signore nostro Gesù Cristo. Fedele è Dio dal quale siete stati chiamati alla comunione del Figlio suo Gesù Cristo, Signore nostro".
- Efesini 4:30 - "Non rattristate lo Spirito Santo di Dio con il quale siete stati suggellati per il giorno della redenzione".
- Filippesi 1:6 - "E ho questa fiducia: che colui che ha cominciato in voi un'opera buona, la condurrà a compimento fino al giorno di Cristo Gesù".
- Ebrei 7:25 - "...egli può salvare perfettamente quelli che per mezzo di lui si avvicinano a Dio, dal momento che vive sempre per intercedere per loro".
- 1 Pietro 1:5 - "...dalla potenza di Dio siete custoditi mediante la fede, per la salvezza che sta per essere rivelata negli ultimi tempi".
- Giuda 1:24 - "A colui che può preservarvi da ogni caduta e farvi comparire irreprensibili e con gioia davanti alla sua gloria...".

Inoltre, con un ragionamento a fortiori, i calvinisti tradizionali appoggiano la loro dottrina con Romani 8:32 "Colui che non ha risparmiato il proprio Figlio, ma lo ha dato per noi tutti, non ci donerà forse anche tutte le cose con lui?". Si chiedono, cioè, se Dio, per realizzare la nostra salvezza, è giunto al punto da non risparmiare nemmeno il proprio Figlio, non potrebbe Egli pure conservare in essa i credenti fino alla fine?

### Testi biblici difficili
I Calvinisti ammettono che vi sono testi biblici di difficile interpretazione che sembrerebbero andare in senso contrario a questa dottrina, ma che possono essere spiegati. Il credente si impegna a tenere a freno la propria vecchia natura che combatte con la nuova per tutta la sua vita terrena. Inoltre molte di queste esortazioni sono date a comunità che comunque sono composte dalle persone più diverse, non solo da credenti che danno prova di essere autentici, ma anche da persone che aderiscono alla comunità per motivi sociologici o "simpatizzanti" che ancora non hanno fatto esperienza di autentica conversione.
- 1 Corinzi 9:25-27 "Chiunque fa l'atleta è temperato in ogni cosa; e quelli lo fanno per ricevere una corona corruttibile; ma noi, per una incorruttibile. Io quindi corro così; non in modo incerto; lotto al pugilato, ma non come chi batte l'aria; anzi, tratto duramente il mio corpo e lo riduco in schiavitù, perché non avvenga che, dopo aver predicato agli altri, io stesso sia squalificato". Si intende "squalificato" dal servizio, non dalla salvezza eterna.
- Ebrei 3:12-14 "Badate, fratelli, che non ci sia in nessuno di voi un cuore malvagio e incredulo, che vi allontani dal Dio vivente; ma esortatevi a vicenda ogni giorno, finché si può dire: «Oggi», perché nessuno di voi s'indurisca per la seduzione del peccato. Infatti siamo divenuti partecipi di Cristo, a condizione che manteniamo ferma sino alla fine la fiducia che avevamo da principio".
- 2 Pietro 2:20 "Se infatti, dopo aver fuggito le corruzioni del mondo mediante la conoscenza del Signore e Salvatore Gesù Cristo, si lasciano di nuovo avviluppare in quelle e vincere, la loro condizione ultima diventa peggiore della prima".
- Colossesi 1:21-23 "E voi, che un tempo eravate estranei e nemici a causa dei vostri pensieri e delle vostre opere malvagie, ora Dio vi ha riconciliati nel corpo della carne di lui, per mezzo della sua morte, per farvi comparire davanti a sé santi, senza difetto e irreprensibili, se appunto perseverate nella fede, fondati e saldi e senza lasciarvi smuovere dalla speranza del vangelo che avete ascoltato, il quale è stato predicato a ogni creatura sotto il cielo e di cui io, Paolo, sono diventato servitore".
- Apocalisse 3:2-5 "Sii vigilante e rafforza il resto che sta per morire; poiché non ho trovato le tue opere perfette davanti al mio Dio. Ricòrdati dunque come hai ricevuto e ascoltato la parola, continua a serbarla e ravvediti. Perché, se non sarai vigilante, io verrò come un ladro, e tu non saprai a che ora verrò a sorprenderti. Tuttavia a Sardi ci sono alcuni che non hanno contaminato le loro vesti; essi cammineranno con me in bianche vesti, perché ne sono degni. Chi vince sarà dunque vestito di vesti bianche, e io non cancellerò il suo nome dal libro della vita, ma confesserò il suo nome davanti al Padre mio e davanti ai suoi angeli".

### Espressione formale della dottrina
La dottrina tradizionale della perseveranza è articolata nei Canoni di Dordrecht (capitolo 5), la Confessione di fede di Westminster (capitolo 17) e può essere ritrovata anche in altre confessioni riformate.
Canoni di Dordrecht (estratti): "Quelli che Dio chiama secondo il suo immutabile disegno alla comunione di suo Figlio, nostro Signore Gesù Cristo, e rigenera con il suo Santo Spirito, egli li libera veramente dalla dominazione e dalla servitù del peccato durante questa vita, ma non totalmente dalla carne e da questo corpo di peccato" (5:1); "Poiché Dio che è ricco di misericordia, secondo il disegno immutabile dell'elezione, non toglie mai interamente dai suoi il suo santo Spirito, neanche nelle loro tristi cadute, e non permette che cadano al punto di perdere la grazia dell'adozione e lo stato di giustificazione, o che commettano il peccato che porta alla morte, cioè contro lo Spirito Santo, né che, essendo totalmente abbandonati da Lui, essi si gettino nell'eterna perdizione" (5:6); "Non è quindi né per i loro meriti, né per le loro forze, ma per la misericordia gratuita di Dio che non perderanno totalmente la fede e la grazia e non rimarranno nei loro errori, ciò non solo potrebbe capitare con facilità, ma capiterebbe senz'altro. Quanto a Dio, questo non può accadere mai, poiché il suo parere non può cambiare, né può la sua promessa svanire, né la vocazione secondo il suo fermo proposito essere revocata, e neppure il merito, l'intercessione e la protezione di Gesù Cristo essere annientati, come il sigillo dello Spirito santo non può essere né reso vano, né abolito" (5:7); "Come è piaciuto a Dio iniziare in noi la sua opera di grazia con la predicazione del vangelo, così la conserva, la prosegue e la compie con l'udire, con la lettura, con le esortazioni, con le minacce ed anche con le promesse di questo stesso Vangelo, come pure con l'uso dei sacramenti" (5:14)
Confessione di fede di Westminster: 
- "Quelli che Dio ha accolto nel suo amato Figliolo, quelli che efficacemente ha chiamato e santificato per il suo Spirito, non possono scadere né totalmente né definitivamente dallo stato di grazia; anzi, persevereranno certamente in quello stato fino alla fine, e saranno salvati eternamente" (17:1);
- "Questa perseveranza dei santi non dipende dalla loro libera volontà, ma dall'immutabilità del decreto dell'elezione, il quale procede dall'amore gratuito ed immutabile di Dio Padre, dall'efficacia del merito e dell'intercessione di Gesù Cristo; dalla dimora in essi dello Spirito, dal seme di Dio presente in loro, e dalla stessa natura del patto di grazia. Tutti questi fattori danno luogo alla certezza ed infallibilità della perseveranza dei santi" (17:2);
- "I santi tuttavia possono cadere in peccati molto gravi a causa delle tentazioni di Satana e del mondo, dal prevalere in essi della loro corruzione residua, e dal fatto di avere trascurato i mezzi che Dio ha provveduto per preservarli. È possibile che continuino in questo stato per un certo tempo, in modo da causare su di loro il dispiacere di Dio, da contristare il suo Spirito Santo e da venire privati in qualche misura delle loro grazie e consolazioni, da subire l'indurimento del loro cuore ed il ferimento della loro coscienza, da offendere e scandalizzare gli altri e da attirare su di sé giudizi temporanei" (17:3).

## Variante non tradizionale della dottrina
Una variante non tradizionale di questa dottrina è stata proposta da Charles Stanley, Norman Geisler, Zane Hodges, Bill Bright ed altri. Questa concezione, come quella calvinista tradizionale, mette in evidenza come la salvezza dipenda interamente da Dio e non da ciò che possiamo fare noi. Per questa ragione essi insistono che nulla che possa fare un credente possa influire sulla sua salvezza.
La dottrina non tradizionale considera il carattere e la vita di una persona, dopo aver ricevuto il dono della salvezza, come qualcosa di indipendente dal dono stesso, cioè che la giustificazione non sia necessariamente seguita dalla santificazione (cioè da una vita progressivamente più giusta). La dottrina considera l'opera della salvezza come completamente monergista, cioè che Dio soltanto opera e l'essere umano non debba fare nulla se non riceverla. I suoi proponenti sostengono, quindi, che ciò che Dio ha fatto, l'essere umano non possa disfare, persino se dovesse un giorno negare l'esistenza stessa di Dio! I proponenti di questa concezione introducono così la categoria del cristiano carnale (incoerente) come una reale possibilità anche se cercheranno di aiutarlo a cambiare questa situazione certamente insoddisfacente.
I calvinisti tradizionali, però, negano decisamente che possa esistere una tale categoria, presupponendo la santificazione come componente imprescindibile dei veri eletti e considerando quest'ultima posizione come nulla di meno che antinomismo. Essi contestano lo stesso diritto di questi di chiamarsi Calvinisti, divergendo troppo dalle basi di questa dottrina.
Nel Calvinismo tradizionale l'eletto può collaborare con Dio in forza della sua rigenerazione che l'abilita a farlo. Ecco così come i Calvinisti tradizionali di fatto mediano fra il totale monergismo della concezione non tradizionale, ed il sinergismo dei wesleyani, arminiani e cattolici-romani, i quali sostengono come persino la persona non rigenerata possa cooperare con Dio nella salvezza. I proponenti di questa concezione non-tradizionale della perseveranza modificano il Calvinismo anche su altri punti.

## Obiezioni a questa dottrina
Le principali obiezioni a questa dottrina è che essa condurrebbe alla licenziosità, cioè, uno che sappia che non perderà mai la sua salvezza potrebbe sentirsi libero di fare ciò che vuole senza paura di averne delle conseguenze eterne. I Calvinisti, però, obiettano che un vero eletto ama il Signore e fa di tutto per compiacerlo in ogni cosa, essendo persuaso, dal profondo del suo cuore, che ciò che Dio comanda è buono e giusto. Certo sono possibili incoerenze e cadute, ed anche il migliore credente dovrà sempre lottare contro il peccato, ma al vero eletto esse dispiaceranno e cercherà di rimediarvi. Questa accusa potrebbe piuttosto essere fatta contro la variante non-tradizionale di questa dottrina.
- La concezione arminiana è che certo i credenti sono preservati da quelle forze esterne che cercano di separarli da Dio, mache questi stessi credenti potrebbero giungere a ripudiare volontariamente la loro fede. È così che la loro salvezza è condizionata dal loro rimanere fedeli. I Calvinisti, però, rispondono che certamente la salvezza richiede la fedeltà, ma che il punto qui è se Dio permetta o no a loro di perdere la salvezza. Questo non avviene perché Dio è fedele alle Sue promesse e Sua è l'opera della salvezza dal principio alla fine.
- La concezione cattolico-romana. I Calvinisti, insieme alla maggior parte degli altri gruppi protestanti sostengono il principio del "Sola Scriptura", dottrina che considera l'autorità della tradizione come derivativa e secondaria, non alla pari con quella della Bibbia, mentre l'interpretazione cattolico-romana della Bibbia si appoggia sul carattere normativo del Magistero della chiesa. È così che i cattolici-romani si oppongono alla dottrina della perseveranza dei santi perché sembra originaria dal di fuori della tradizione ricevuta della chiesa. Durante la Controriforma, i cattolici che aderivano al Giansenismo avevano pure proposto una dottrina simile, ma essa era stata respinta dalla Chiesa. I Canoni del Concilio di Trento affermano: "Se qualcuno afferma che l'uomo giustificato può perseverare nella giustizia ricevuta senza uno speciale aiuto di Dio, o non lo può nemmeno con esso: sia anatema" (VI,22). Nel Cattolicesimo la dottrina della perseveranza è sinergistica perché afferma he essa è realizzata dalla cooperazione della volontà umana con la grazia. In ogni caso il Calvinismo pure accetta il ruolo della volontà umana nella perseveranza perché, nell'eletto, è "abilitata" dalla rigenerazione. Il punto è se un vero eletto possa perdere la salvezza, e questo il Calvinista lo nega.